# Hedda Buijs
Hedda Willem Buijs (Zeist, 19 juli 1943) is een Nederlands kunstenaar en beeldend vormgever.
Buijs deed zijn opleiding aan de afdeling monumentale vormgeving van de Academie voor Beeldende Kunsten in Arnhem. Hij maakte zowel vrij werk als werk in opdracht. Zijn materiaalkeuze is gevarieerd en afhankelijk van functie en omgeving: staal, glas, gegoten aluminium en brons. Elementen die hem onder meer inspireerden zijn golven en bollen. Uitgangspunten van werk in opdracht zijn altijd de omgeving en de wensen van de opdrachtgever. 

## Werk
Buijs maakte kunstwerken die onder andere staan in de tuinen van Paleis Soestdijk, in de Nationale Investeringsbank in Den Haag, in het Gouvernement in Maastricht en in de patiotuin van Politie Haaglanden. Verder onder andere een groot glasappliqué voor basisschool 'De Schilderspoort' te Zevenaar en het aluminium kunstwerk 'Vogels' bij het Deventer Ziekenhuis, alsook de dorpspomp in Nijbroek. 
Buijs ging in Veenendaal wonen en werken, wat aldaar resulteerde in opdrachten tot vervaardigen van een aantal werken. Verder exposeerde hij regelmatig in eigen atelier, organiseerde de atelierroute, en stond aan de wieg van het cursussenproject ‘Veenendaal maakt Veenendaal wijzer’.
Voor Ouwehands Dierenpark in Rhenen werkte Buijs aan de vormgeving van dierenverblijf Urucu, apen op stelten, het ijsberengebied en de speeljungle Ravot Aapia.  
In Vlissingen leverde hij een bijdrage aan de inrichting van het Scheldeplein met o.a. een grote windvaan. Aan de boulevards aldaar ontwierp hij het kunstwerk ‘Teken in de wind’ en straatmeubilair, zoals banken en lantaarnpalen. 
Met een kunstwerk voor de hal van een laboratorium van de Universiteit Utrecht beëindigde hij in 2018 zijn carrière als beeldend vormgever.

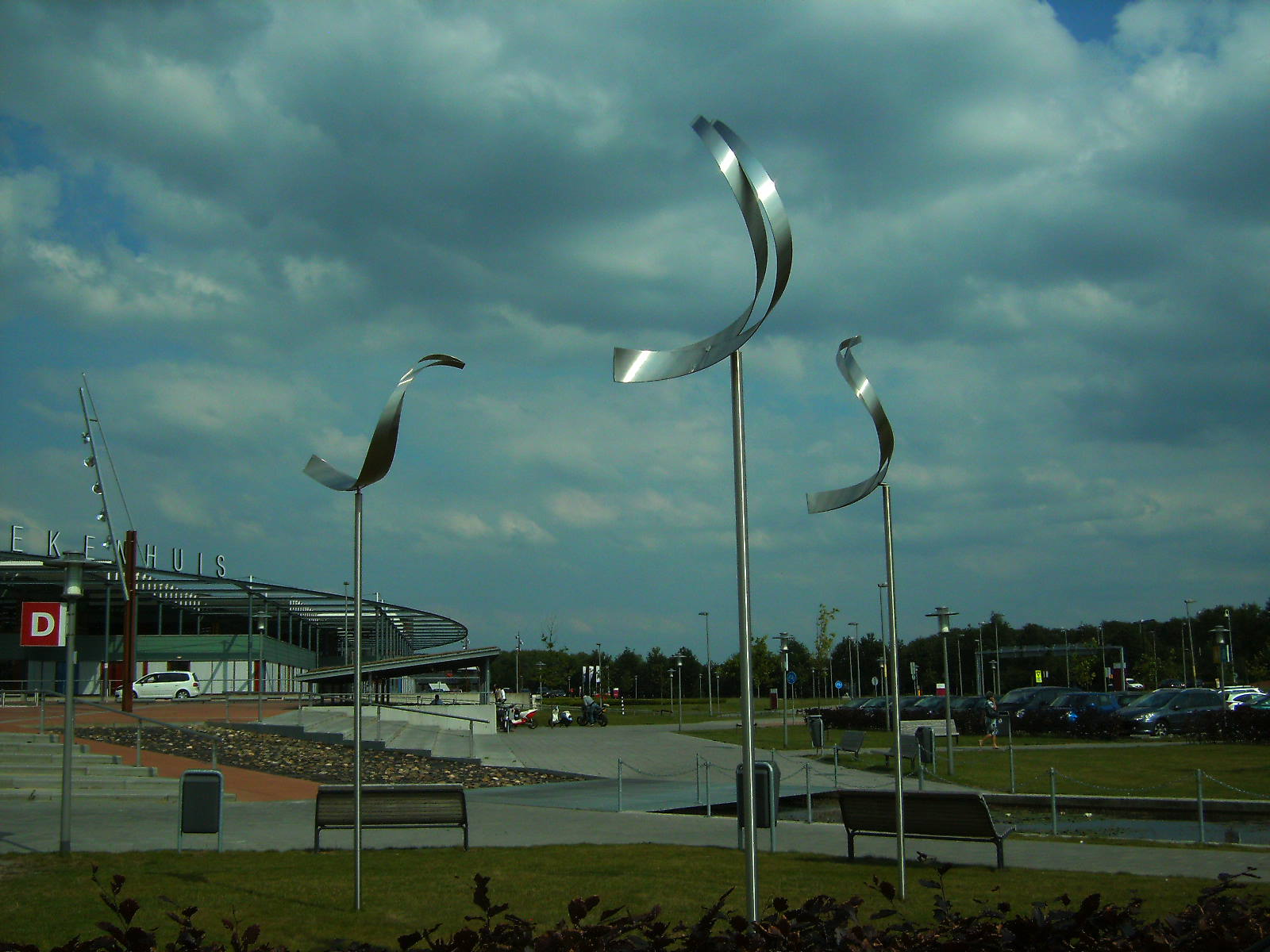
'Vogels' in Deventer
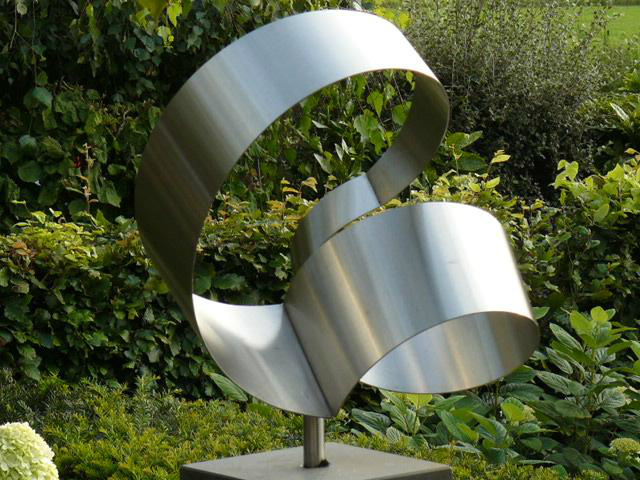
Kunstwerk 'Golf'
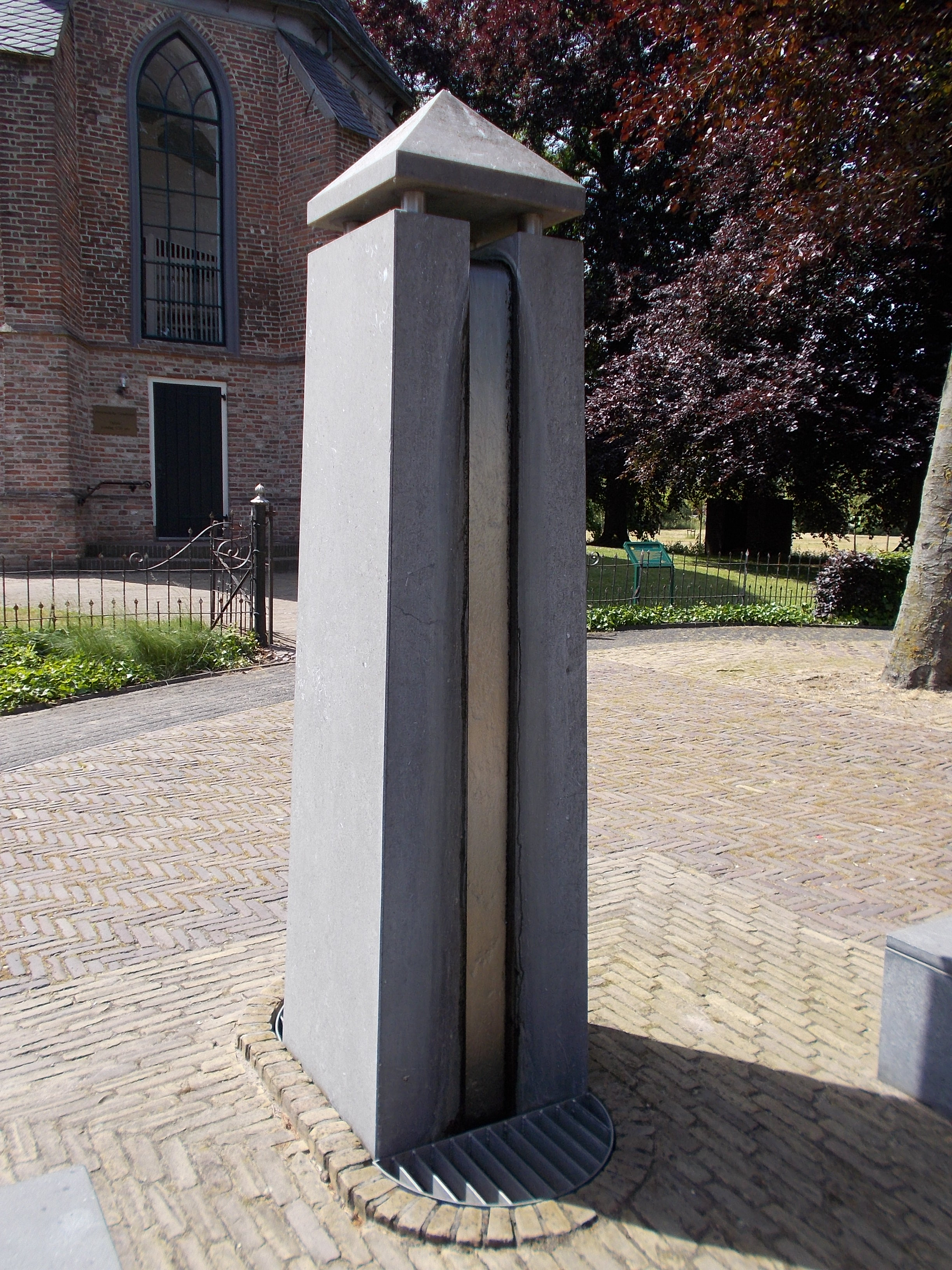
'De Pomp' in Nijbroek
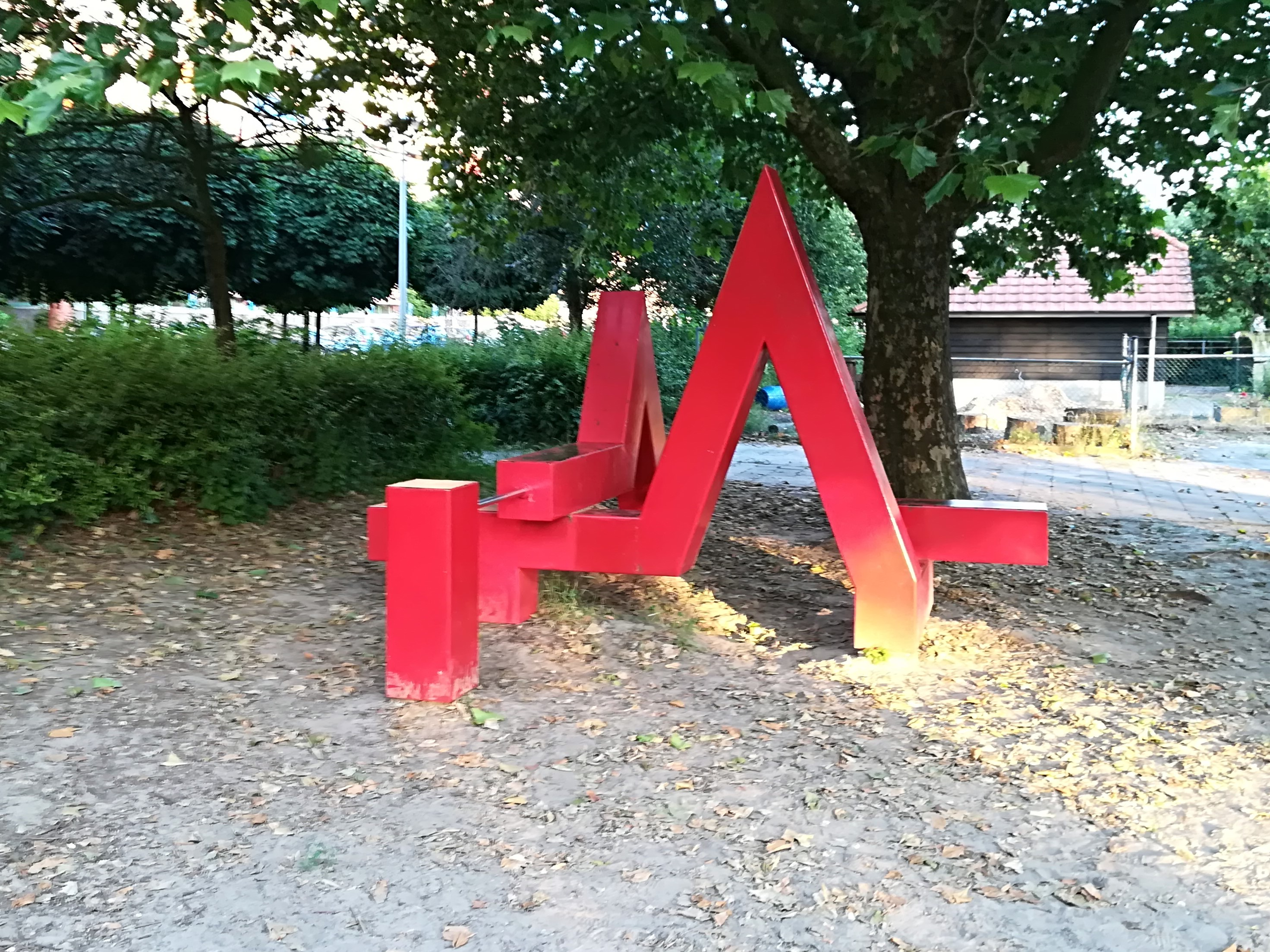
'Speel- en klimobject' in Ede
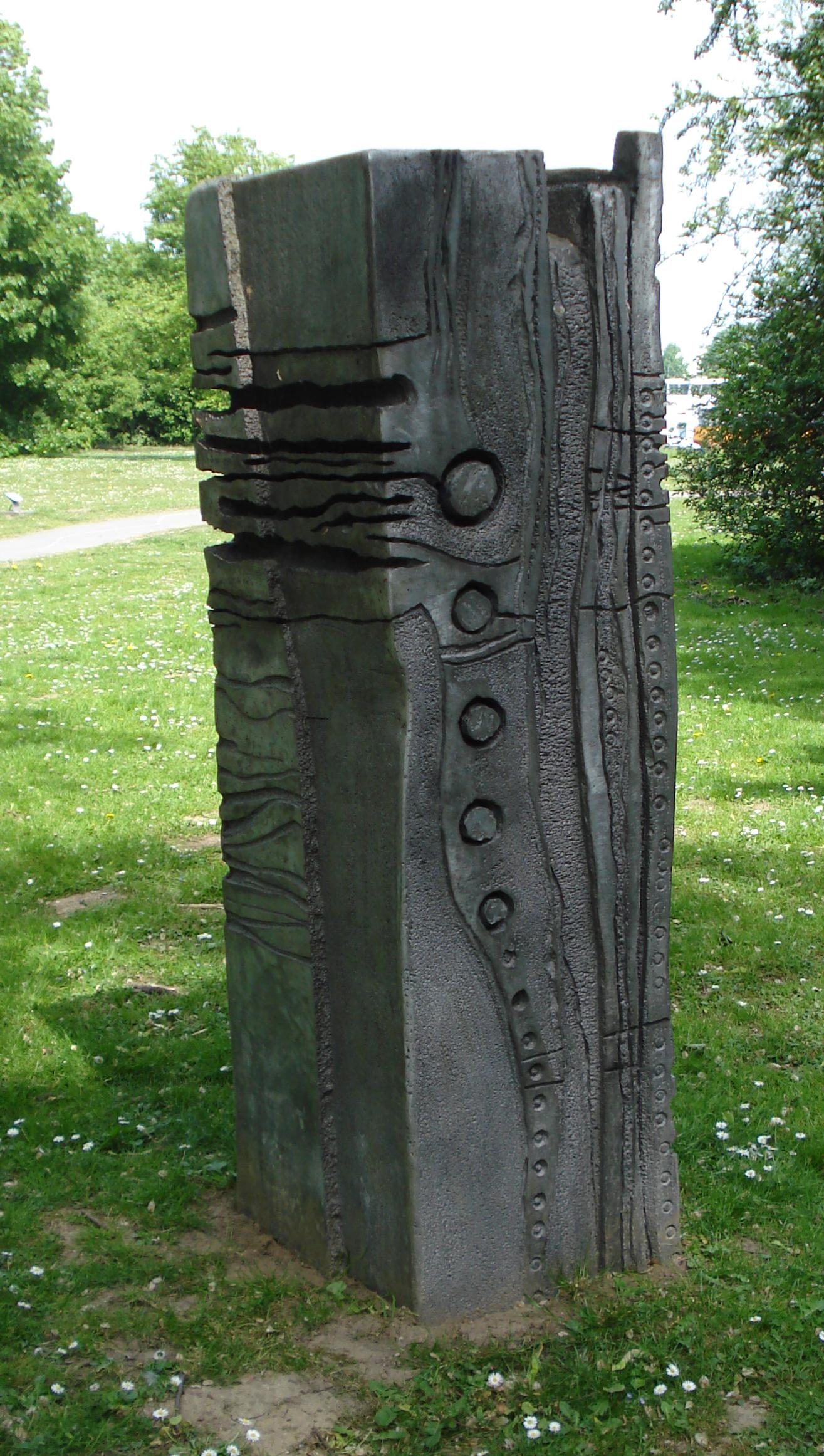
'Groei' Veenendaal